# Günserode
Günserode este o comună din landul Turingia, Germania.